# Campeonato Mundial de Atletismo de 2015 - 400 m com barreiras masculino
A prova dos 400 metros com barreiras masculino do Campeonato Mundial de Atletismo de 2015 foi disputada entre 22 e 25 de agosto no Estádio Nacional de Pequim, em Pequim.

## Recordes
Antes desta competição, os recordes mundiais e do campeonato nesta prova eram os seguintes:
| Tipo                  | Atleta      | Tempo | Local     | Data                 | Ref |
| --------------------- | ----------- | ----- | --------- | -------------------- | --- |
|                       | Kevin Young | 46.78 | Barcelona | 6 de agosto de 1992  | ver |
| Recorde do campeonato | Kevin Young | 47.18 | Stuttgart | 19 de agosto de 1993 | ver |

## Medalhas
| Ouro                | Prata                   | Bronze               |
| Nicholas Bett (KEN) | Denis Kudryavtsev (RUS) | Jeffery Gibson (BAH) |

## Cronograma
Todos os horários são locais (UTC+8).
| Data         | Hora  | Evento        |
| ------------ | ----- | ------------- |
| 22 de agosto | 18:35 | Eliminatórias |
| 23 de agosto | 18:40 | Semifinal     |
| 25 de agosto | 20:25 | Final         |

## Resultados

### Eliminatórias
Qualificação: Os 4 de cada bateria (Q) e os 4 melhores tempos  (q) avançam para a semifinal. 
| Classificação | Bateria | Atleta              | Nacionalidade     | Tempo        | Notas |
| ------------- | ------- | ------------------- | ----------------- | ------------ | ----- |
| 1             | 1       | Nicholas Bett       | Quênia            | 48,37        | Q     |
| 2             | 5       | Denis Kudryavtsev   | Rússia            | 48,51        | Q, PB |
| 3             | 3       | Kerron Clement      | Estados Unidos    | 48,75        | Q     |
| 4             | 2       | Boniface Mucheru    | Quênia            | 48,79        | Q, PB |
| 5             | 4       | Yasmani Copello     | Turquia           | 48,89        | Q, NR |
| 6             | 3       | Niall Flannery      | Grã-Bretanha      | 48,90        | Q, SB |
| 7             | 2       | Michael Tinsley     | Estados Unidos    | 48,91        | Q     |
| 8             | 5       | Patryk Dobek        | Polónia           | 48,94        | Q     |
| 9             | 5       | Johnny Dutch        | Estados Unidos    | 48,97        | Q     |
| 10            | 2       | Javier Culson       | Porto Rico        | 49,02        | Q     |
| 11            | 1       | Timofey Chalyy      | Rússia            | 49,05        | Q, SB |
| 12            | 3       | Kariem Hussein      | Suíça             | 49,08        | Q     |
| 13            | 1       | Jeffery Gibson      | Bahamas           | 49,09        | Q     |
| 14            | 3       | Annsert Whyte       | Jamaica           | 49,10        | Q     |
| 15            | 2       | L. J. van Zyl       | África do Sul     | 49,12        | Q     |
| 16            | 1       | Kurt Couto          | Moçambique        | 49,15        | Q, SB |
| 17            | 4       | Rasmus Mägi         | Estónia           | 49,18        | Q     |
| 18            | 4       | Thomas Barr         | Irlanda           | 49,20        | Q     |
| 19            | 1       | Abdelmalik Lahoulou | Argélia           | 49,33        | q     |
| 19            | 2       | Leford Green        | Jamaica           | 49,33        | q     |
| 21            | 5       | Yuki Matsushita     | Japão             | 49,34        | Q     |
| 22            | 5       | Haron Koech         | Quênia            | 49,38        | q, PB |
| 22            | 5       | Michaël Bultheel    | Bélgica           | 49,38        | q     |
| 22            | 3       | Miles Ukaoma        | Nigéria           | 49,38        |       |
| 25            | 1       | Roxroy Cato         | Jamaica           | 49,47        |       |
| 26            | 4       | Cheng Wen           | China             | 49,56        | Q, PB |
| 26            | 4       | Ivan Shablyuyev     | Rússia            | 49,56        |       |
| 28            | 1       | Michael Cochrane    | Nova Zelândia     | 49,58        | NR    |
| 28            | 2       | Yuta Konishi        | Japão             | 49,58        | SB    |
| 30            | 1       | Takayuki Kishimoto  | Japão             | 49,78        |       |
| 31            | 2       | Jehue Gordon        | Trinidad e Tobago | 49,91        |       |
| 32            | 1       | Eric Alejandro      | Porto Rico        | 49,94        |       |
| 33            | 4       | Eric Cray           | Filipinas         | 50,04        |       |
| 34            | 4       | Bershawn Jackson    | Estados Unidos    | 50,14        |       |
| 35            | 5       | Miloud Rahmani      | Argélia           | 50,21        |       |
| 36            | 5       | Jaak-Heinrich Jagor | Estónia           | 50,29        |       |
| 37            | 4       | Johannes Maritz     | Namíbia           | 51,10        |       |
| 38            | 3       | Saber Boukemouche   | Argélia           | 51,54        |       |
| 39            | 5       | Amadou N'Diaye      | Senegal           | 52,40        |       |
| 40            | 2       | Maoulida Darouèche  | Comores           | 53,06        |       |
|               | 3       | Mohamed Sghaier     | Tunísia           | DQ R163.3(a) |       |
|               | 2       | Andrés Silva        | Uruguai           | DNS          |       |
|               | 3       | Cornel Fredericks   | África do Sul     | DNS          |       |
|               | 4       | Jack Green          | Grã-Bretanha      | DNS          |       |

### Semifinal
Qualificação: Os 2 de cada bateria (Q) e os 2 melhores tempos  (q) avançam para a final. 
| Classificação | Bateria | Atleta              | Nacionalidade  | Tempo | Notas |
| ------------- | ------- | ------------------- | -------------- | ----- | ----- |
| 1             | 2       | Denis Kudryavtsev   | Rússia         | 48,23 | Q, PB |
| 2             | 1       | Boniface Tumuti     | Quênia         | 48,29 | Q, PB |
| 3             | 2       | Jeffery Gibson      | Bahamas        | 48,37 | Q, NR |
| 4             | 2       | Patryk Dobek        | Polónia        | 48,40 | q, PB |
| 5             | 2       | Yasmani Copello     | Turquia        | 48,46 | q, NR |
| 6             | 3       | Michael Tinsley     | Estados Unidos | 48,47 | Q     |
| 7             | 1       | Kerron Clement      | Estados Unidos | 48,50 | Q     |
| 8             | 3       | Nicholas Bett       | Quênia         | 48,54 | Q     |
| 9             | 3       | Kariem Hussein      | Suíça          | 48,59 |       |
| 10            | 1       | Timofey Chalyy      | Rússia         | 48,69 | PB    |
| 11            | 1       | Thomas Barr         | Irlanda        | 48,71 |       |
| 12            | 2       | Johnny Dutch        | Estados Unidos | 48,74 |       |
| 13            | 1       | Rasmus Mägi         | Estónia        | 48,76 |       |
| 14            | 1       | Abdelmalik Lahoulou | Argélia        | 48,87 | NR    |
| 15            | 2       | L. J. van Zyl       | África do Sul  | 48,89 |       |
| 16            | 1       | Annsert Whyte       | Jamaica        | 48,90 | SB    |
| 17            | 3       | Niall Flannery      | Grã-Bretanha   | 49,17 |       |
| 18            | 3       | Javier Culson       | Porto Rico     | 49,36 |       |
| 19            | 2       | Haron Koech         | Quênia         | 49,54 |       |
| 20            | 3       | Leford Green        | Jamaica        | 49,59 |       |
| 21            | 2       | Cheng Wen           | China          | 49,62 |       |
| 22            | 1       | Michaël Bultheel    | Bélgica        | 49,66 |       |
| 23            | 3       | Kurt Couto          | Moçambique     | 50,58 |       |
| 24            | 3       | Yuki Matsushita     | Japão          | 51,10 |       |

### Final
A final ocorreu às 21:15.
| Classificação     | Raia | Atleta            | Nacionalidade  | Tempo | Notas |
| ----------------- | ---- | ----------------- | -------------- | ----- | ----- |
| Medalha de ouro   | 9    | Nicholas Bett     | Quênia         | 47,79 | WL    |
| Medalha de prata  | 6    | Denis Kudryavtsev | Rússia         | 48,05 | NR    |
| Medalha de bronze | 7    | Jeffery Gibson    | Bahamas        | 48,17 | NR    |
| 4                 | 8    | Kerron Clement    | Estados Unidos | 48,18 | SB    |
| 5                 | 4    | Boniface Tumuti   | Quênia         | 48,33 |       |
| 6                 | 2    | Yasmani Copello   | Turquia        | 48,96 |       |
| 7                 | 3    | Patryk Dobek      | Polónia        | 49,14 |       |
| 8                 | 5    | Michael Tinsley   | Estados Unidos | 50,02 |       |

Legenda
| Recorde mundial       | Recorde mundial (World record)               |                       | Recorde africano                      | Recorde africano (African) |                                           | Q | Classificado por posição (Qualified) |
| Recorde do campeonato | Recorde do campeonato (Championship record)  | Recorde da América    | Recorde da América (Americas)         | q                          | Classificado por melhor tempo (Qualified) |   |                                      |
| Melhor marca do ano   | Melhor marca do ano (World leading)          | Recorde asiático      | Recorde asiático (Asian)              | DNS                        | Não largou (Did not start)                |   |                                      |
| Recorde nacional      | Recorde nacional (National record)           | Recorde europeu       | Recorde europeu (European)            | DNF                        | Não terminou (Did not finish)             |   |                                      |
| Recorde pessoal       | Recorde pessoal do atleta (Personal best)    | Recorde da Oceania    | Recorde da Oceania (Oceania)          | DSQ / DQ                   | Desclassificado (Disqualified)            |   |                                      |
| Recorde da temporada  | Recorde da temporada do atleta (Season best) | Recorde sul-americano | Recorde sul-americano (South America) | NM                         | Sem marca (No mark)                       |   |                                      |